# Cordylomera nyassae
Cordylomera nyassae là một loài bọ cánh cứng trong họ Cerambycidae.